# Leiodermatium colini
Leiodermatium colini är en svampdjursart som beskrevs av Kelly 2007. Leiodermatium colini ingår i släktet Leiodermatium och familjen Azoricidae.
Artens utbredningsområde är Palau. Inga underarter finns listade i Catalogue of Life.